# Антарктичний клімат

Межі антарктичного клімату за Алісовим

Антарктичний клімат — клімат Антарктиди й прилеглих до неї океанічних районів Антарктики.
Внутрішньоматериковий район, над якими розвинений Антарктичний антициклон, характеризуються дуже низькими температурами, слабкими вітрами. На береговому схилі опади значно зростають, а вітри посилюються, розвиваються стокові вітри. На узбережжі вітри дуже сильні, температури порівняно високі. Над антарктичними частинами океанів — різкі коливання тиску, сильні циклонічні вітри, порівняно однорідний температурний режим.
Антарктичний клімат полярний континентальний (за винятком узбереж). Незважаючи на те, що в Центральній Антарктиді взимку протягом декількох місяців триває полярна ніч, річна сумарна радіація наближається до річної сумарної радіації екваторіальної зони (станція Восток — 5 ГДж/(м² рік) або 120 ккал/(см² рік)), а влітку досягає дуже великих значень — до 1,25 ГДж/(м² міс.) або 30 ккал/(см² міс.). Однак до 90 % тепла, що надходить, відбивається поверхнею снігу назад у світовий простір і лише 10 % йде на її нагрівання. Тому радіаційний баланс Антарктиди негативний, а температура повітря дуже низька.

## Клімат внутрішньоматерикових районів
У Центральних районах Антарктиди регулярні метеоспостереження ведуться на станціях Амундсен-Скотт і Восток. Мінімальна зареєстрована температура на станції «Купол Фудзі» -89,6 °C
 . Середня температура взимку від -60 °C до -70 °C, а влітку від -25 °C до -45 °C.
Найтеплішим днем на внутрішньоконтинентальній станції Восток за весь час її існування (з 16 грудня 1957 роки) був день 16 грудня 1957, коли стовпчик спирту в термометрі піднявся до -13,6 °C. Такі високі температури пов'язані зі вторгненням на материк циклонів з океану, що трапляється вкрай рідко. На станції Амундсен-Скотт, що розташовується на південному полюсі, клімат дещо м'якший, внаслідок того, що вона знаходиться трохи ближче до узбережжя.
У деяких регіонах південно-східної Антарктиди середньорічна температура може становити -60,1 градуса. Взимку коливання температур трохи менші, ніж улітку. На станції Восток з квітня по вересень мінімальна температура повітря нижче -80 градусів, а середньомісячна нижче -70 градусів. При цьому майже до середини квітня і з початку третьої декади вересня на станції середня температура вище -70 градусів. Абсолютні мінімуми температури найнижчі на станціях Полюс недосяжності, Куньлунь, Восток, «Купол Фудзі», Восток-1.
| Клімат станції Восток     | Клімат станції Восток | Клімат станції Восток | Клімат станції Восток | Клімат станції Восток | Клімат станції Восток | Клімат станції Восток | Клімат станції Восток | Клімат станції Восток | Клімат станції Восток | Клімат станції Восток | Клімат станції Восток | Клімат станції Восток | Клімат станції Восток |
| Показник                  | Січ.                  | Лют.                  | Бер.                  | Квіт.                 | Трав.                 | Черв.                 | Лип.                  | Серп.                 | Вер.                  | Жовт.                 | Лист.                 | Груд.                 | Рік                   |
| Абсолютний максимум, °C   | −12,2                 | −21                   | −35,6                 | −33                   | −41,6                 | −40,1                 | −34,1                 | −36,1                 | −38,3                 | −24,5                 | −23,9                 | −13,2                 | −12,2                 |
| Середній максимум, °C     | −28                   | −39,4                 | −53,9                 | −61,6                 | −62,3                 | −61,7                 | −62,5                 | −64,5                 | −61,8                 | −52,1                 | −37,7                 | −27,7                 | −51,1                 |
| Середня температура, °C   | −31,9                 | −44,1                 | −57,8                 | −64,7                 | −65,6                 | −65,4                 | −66,5                 | −67,8                 | −66                   | −57,1                 | −42,5                 | −31,5                 | −55,1                 |
| Середній мінімум, °C      | −36,7                 | −49,2                 | −61,4                 | −67,3                 | −68,1                 | −68,4                 | −69,3                 | −70,9                 | −69,7                 | −63,1                 | −48                   | −36,4                 | −59                   |
| Абсолютний мінімум, °C    | −55,1                 | −64                   | −75                   | −86                   | −81,2                 | −83,8                 | −89,6                 | −85,4                 | −85,9                 | −76,1                 | −62,6                 | −50,1                 | −89,6                 |
| Норма опадів, мм          | 0                     | 0                     | 1                     | 2                     | 3                     | 2                     | 2                     | 2                     | 2                     | 2                     | 1                     | 1                     | 18                    |
| ------------------------- | --------------------- | --------------------- | --------------------- | --------------------- | --------------------- | --------------------- | --------------------- | --------------------- | --------------------- | --------------------- | --------------------- | --------------------- | --------------------- |
| Джерело: Погода і клімат. |                       |                       |                       |                       |                       |                       |                       |                       |                       |                       |                       |                       |                       |

Спільним для клімату центрального регіону Антарктиди є вкрай низька річна кількість опадів. Опади, переважно, випадають у вигляді крижаних голок, так званого «алмазного пилу» і паморозі. Швидкість вітру незначна, але в міру наближення до материкового схилу вона зростає.

## Клімат берегового схилу
На узбережжі, особливо в районі Антарктичного півострова, температура повітря досягає влітку +10 °C, а в середньому в найтепліший місяць (січень) становить 1…2 °C. Взимку ж (липень) на узбережжі температура в середньому за місяць коливається від -8 °C на Антарктичному півострові до -35 °C біля краю шельфового льодовика Росса. Холодне повітря скочується з центральних районів, утворюючи стокові вітри, що досягають біля узбережжя великих швидкостей (середня річна до 12 м/с), а при злитті з циклонічними повітряними потоками перетворюються на ураганні (до 50-60, а іноді і 90 м/с). Внаслідок переважання низхідних потоків відносна вологість повітря невелика (60-80 %), біля узбережжя і особливо в антарктичних оазах знижується до 20 і навіть 5 %. Порівняно мала і хмарність. Опади випадають майже виключно у вигляді снігу: в центрі материка їх кількість досягає на рік 30-50 мм, у нижній частині материкового схилу вона збільшується до 600—700 мм, дещо зменшується біля його підніжжя (до 400—500 мм) і знову зростає на деяких шельфових льодовиках і на північно-західному узбережжі Антарктичного півострова (до 700—800 і навіть 1000 мм). У зв'язку з сильними вітрами і випаданням рясних снігів дуже часті завірюхи.
6 лютого 2020 року на станції Есперанса було зафіксовано найвищу за останні 59 років температуру +18,3 °C.

## Клімат узбережжя
Холодне повітря, що приходить на узбережжя з глибинних районів материка, опускаючись по схилу, помітно нагрівається внаслідок адіабатного процесу (підвищення температури повітря під час його стиснення). До того ж, сюди часто заходять циклони, що зароджуються над просторами Південного океану в більш північних широтах. Позначається також і безпосередній тепловий вплив океану. Хоча прибережні води майже цілий рік покриті льодом і температура їх близька до точки замерзання, але вода все ж значно тепліша від повітря і між ними постійно відбувається теплообмін. Тому температура повітря на узбережжі, як правило, не опускається нижче -40…-45 °C.
На більшій частині узбережжя середні річні температури повітря рівні -10…-12 °C. Тільки на північному краю Антарктичного півострова вони піднімаються до -5 °C. Середні температури найтеплішого літнього місяця — січня, який відповідає липню північної півкулі, на більшій частині узбережжя -4 °C. Тільки в деяких прибережних оазах та на північно-західному узбережжі Антарктичного півострова середня місячна температура січня додатна (+2 °C).
Іноді на узбережжі в рідкісні літні тихі ясні дні протягом декількох годин і, дуже рідко, доби стовпчик термометра піднімається вище нуля. Так, у Мирному за весь час його існування (з 1956 року) були випадки, коли температура повітря досягала +8 °C. Однак тримаються додатні температури в Антарктиці дуже недовго. У Мирному найбільш теплим виявилося літо 1956-57 року, коли додатні температури спостерігалися в цілому протягом трохи більше 1000 годин, але зате в літній сезон 1961-62 року термометр показував вище нуля в цілому всього лише близько 70 годин. Слід, однак, зауважити, що починаючи з 1956 року, коли стали вестися метеорологічні спостереження в Мирному, не було жодного літа без додатних температур.
Зовсім інша картина спостерігається на Антарктичному півострові, особливо на його північно-західному узбережжі. Тут додатні температури повітря можуть спостерігатися в будь-яку пору року. Навіть посеред зими двадцятиградусні морози можуть змінюватися відлигою, і тоді замість снігу починає накрапати дощ. Максимальна температура повітря, зареєстрована в цьому районі, спостерігалася в розпал зими. У липні 1958 року на східному узбережжі півострова Трініті під час фену температура повітря піднялася до +14 °C.

## Морський антарктичний клімат
Антарктика — найсуворіша область земної кулі, для якої характерні низькі температури повітря, сильні вітри, снігові бурі і тумани.
Положення Антарктики в високих широтах обумовлює порівняно невеликі значення річного радіаційного балансу в північного кордону (1,25-1,7 ГДж/(м² рік) або 30-40 ккал/(см² рік)) і від'ємні на антарктичному материку (до -0,2 ГДж/(м² рік) або до -5 ккал/(см² рік)) і в області поширення морських льодів, що викликано великим альбедо снігової поверхні.
Внаслідок різкого охолодження повітряних мас над материком утворюється область підвищеного тиску — антарктичний антициклон, над порівняно теплішим океаном, навпаки, утворюється циклонний пояс, уздовж якого циклони рухаються із заходу на схід. У циклонах переважають висхідні потоки повітря, що створює внизу нестачу, а на значній висоті надлишок повітря, або висотний антициклон. Внаслідок цього на великих висотах відбувається притік порівняно теплого і вологого повітря з океану на материк; надлишок повітря віддаляється з материка стічними вітрами. Міжширотний обмін повітряних мас спричиняє деяке вирівнювання температур повітря, проте майже вся Антарктида, володіючи континентальним кліматом, є областю постійного морозу. В субантарктичних районах внаслідок великої теплоємності водних мас річний хід температури повітря дуже рівний: середні температури найтеплішого місяця не перевищують +10 °C, найхолоднішого — зазвичай не опускаються нижче 0 °C в північних районах і нижче -10 °C в південних.
Вторгнення холодних мас материкового повітря на північ (антарктичні повітряні маси) і вологих океанічних мас на південь (на материк) створюють різкі зміни погодних умов на незначних відстанях. У північній частині Антарктики панують західні вітри, часто ураганної сили — до 75 м/с (так звані «несамовиті п'ятдесяті широти»). Поблизу материка панують вітри східних напрямків, які, зливаючись зі стічними вітрами переважно південно-східних напрямків, утворюють потік повітря вздовж узбережжя зі сходу на захід. Опади поблизу узбережжя випадають майже виключно у вигляді снігу, на північних островах часто випадають і дощі. Кількість опадів змінюється від 300—500 мм біля узбережжя Східної Антарктиди до 1000 мм і більше на рік біля північно-західного узбережжя Антарктичного півострова і на субантарктичних островах.
Снігова межа, яка знаходиться біля узбережжя Антарктиди майже всюди поблизу рівня моря, у міру просування на північ підвищується і досягає на островах Південна Георгія і Кергелен висот близько 650—1000 м. Внаслідок цього материк і довколишні острови мають покривне заледеніння, а північніші райони — гірське з окремими льодовиковими куполами; тільки невисокі острови (Макуорі, Крозе) зовсім не мають льодовиків.

## Мікроклімат антарктичних оаз
Температура на оазах Антарктиди в ясну погоду сягає +30 градусів завдяки нагріванню поверхні з частковою наявністю снігу.

## Аномальні явища
У квітні 2024 року система картографування погоди в режимі реального часу, вдруге за місяць, зафіксувала велику хвильову аномалію між Антарктидою та Південною Африкою. Вперше великі хвилі на обмеженій ділянці посеред океану 10 квітня зафіксував метеорологічний застосунок Ventusky, що належить чеській компанії InMeteo. Через два тижні, 25 квітня о 8 годині ранку (за східним часом), на картах з'явилася ще одна схожа хвильова аномалія приблизно в тому ж місці, яка виглядала ще дивнішою. Згідно з картами, хвилі в цьому районі досягали висоти понад 24 м.